# شيري بيركين
شيري بيركين هي شخصية خيالية من لعبة البقاء والرعب ريزدنت إيفل، ظهرت لأول مرة في ريزدنت إيفل 2 ثم ريزدنت إيفل: ذا دارك سايد كرونيكلز ثم ريزدنت إيفل: أوبريشن راكون سيتي وريزدنت إيفل 6.

## حياتها
شيري هي الأبنة الوحيدة لوليام بيركين وأنيت بيركين العالمان المسؤلان عن تطوير الفايروس جي (G-virus) وحادثة مدينة راكون سيتي لاحقاً. عندما كانت صغيرة تميزت بالأنطوائية والوحدة وعدم الوثوق بنفسها مع أنها بدت أكثر نضجاً من عمرها. السبب في هذه الشخصية يرجع إلى والداها اللذان كانا مشغولين بعملها بحيث أهملا أحتياجات أبنتهما العاطفية.
شيري هي كالكنز بالنسبة لوالدها، لكن ليس لأنها أبنته، بل بسبب القلادة التي أعطاها لها حيث يحتفظ بداخلها على أهم أكتشافاته.

## ريزدنت إيفل 2
تظهر تهرب وتختبيء في مدينة راكون سيتي خلال تفشي الفايروس تي (T-virus) في المدينة، لاحقاً تتمكن من العثور على ليون س. كينيدي وكلير ريدفيلد اللذان يحميانها بينما يهربان من المدينة. شيري أيضاً هي شخصية قابلة للعب في هذا الجزء لكنها غير مسلحة ولاتستطيع إلا تجنب الوحوش. يتحول والدها إلى كائن متحوش بسبب فيروس الجي ويصبب أبنته أيضاً، لكن كلير تعطيها لقاح مضاد للفيروس الذي يمنعها من التحول وتصبح منيعة لأي فايروس مما يجعله مهمة لاحقاً. بعد ذلك شيري تساعد ليون وكلير في الصعود على قطار سري موجود تحت الأرض، وينجحون في الهروب من راكون سيتي قبل أن تدمر بسلاح نووي.
تظهر شيري أيضاً في جزء أوبريشن راكون سيتي وتحديداً في الفصول التي تلخص أحداث الجزء الثاني.
و تظهر شيري أيضا في ريزدنت إيفل: ذا دارك سايد كرونيكلز في سيناريو: ذكريات خسارة المدينة (يالانجليزية:Memory of lost city)

## ريزدنت إيفل 6

جيك وشيري يهربان من أحد الزعماء المسمى "يوستانك" Ustanak

بعد النجاة من كارثة راكون سيتي، بمساعدة ليون كينيدي وكلير ريدفيلد، تصبحت شيري في عهدة الحكومة الأمريكية. وبسبب حقنها بفايروس الجي (خلال أحداث ريزدنت إيفل 2) من قبل والدها، توضع شيري تحت الرعاية الوقائية حيث تمر بسلسلة من التجارب والأختبارات اليومية تحت أشراف ديريك سيمونز الذي يصبح الوصي القانوني عليها.
بعد سنوات تعرض الحكومة على شيري فرصة لترك الراعية الوقائية بشرط أن تصبح عميلة لهم تحت أشراف سيمونز الذي يصبح مستشار الرئيس الأمريكي، ترى شيري أن هذه فرصة لها كي لا تبقى الشخص العالق في الماضي والذي لا مستقبل لها ولكي تساعد الأخرين وتجنبهم آلام والمعانات التي مرت بها على يد الأرهاب البيولوجي.
في نهاية 2012 ترسل العميلة شيري بيركين في أول مهمة لها إلى وسط منطقة حرب في إيدونيا في شرق أوروبا للعثور على مرتزقة باسم جيك مولر الذي يحمل في جسده مضادات للفايروس كحالها وتأمين خروجه من هناك بسلامة، جيك مولر هو الأبن غير الشرعي لألبرت ويسكر.
بعد العثور عليه يتوجب على شيري وجيك العمل معاً لمواجهة الكابوس الذي يتنتظرهم.